# A H2O: Egy vízcsepp elég epizódjainak listája
Ez a szócikk a H2O: Egy vízcsepp elég című ausztrál filmsorozat epizódjait tartalmazza.

## Első évad: 2006
| |                      |  |      |  |  |  |  |  |  |  |  |
| Cím | Első vetítés         |  | #    |  |  |  |  |  |  |  |  |
| |                      |  |      |  |  |  |  |  |  |  |  |
| Metamorphosis | 2006. július 7.      |  | 1.01 |  |  |  |  |  |  |  |  |
| Az átváltozás | .                    |  | 1.01 |  |  |  |  |  |  |  |  |
| Rikkinek hála, a lányok a Mako-szigeten találják magukat, egy hely ahová soha senki sem megy. Mivel a Zane-től elcsent motorcsónak lerobban, így a szigeten rekednek. Cleo beleesik egy barlangba, ahová a többi két lány is követi. A barlang egy vulkán belsejében van és egy kicsi medence van benne. A lányok beleugranak, mivel ez az egyetlen kiút, de közben a telihold bevilágít, és a vízben furcsa dolgok történnek... |                      |  |      |  |  |  |  |  |  |  |  |
| |                      |  |      |  |  |  |  |  |  |  |  |
| Pool Party | 2006. július 14.     |  | 1.02 |  |  |  |  |  |  |  |  |
| A medencés buli | .                    |  | 1.02 |  |  |  |  |  |  |  |  |
| Miriam medencés bulit rendez Byron tiszteletére. Cleo fontolgatja, hogy elmenjen-e most, hogy sellővé vált. Folyamatosan változtatja a véleményét, emiatt Lewisszal is összeveszik. Később a JuiceNet-ben Lewis Rikkitől kérdezi, hogy mi van Cleo-val, de ő csak felidegesíti magát, viszont közben rájön, hogy neki is van ereje. Végül Cleo úgy dönt, mégis elmegy a medencés buliba... |                      |  |      |  |  |  |  |  |  |  |  |
| |                      |  |      |  |  |  |  |  |  |  |  |
| Catch of the Day | 2006. július 21.     |  | 1.03 |  |  |  |  |  |  |  |  |
| A nagy fogás | .                    |  | 1.03 |  |  |  |  |  |  |  |  |
| Cleo nem igazán akarja tudomásul venni, hogy sellővé tud válni, helyette inkább a fogságba esett teknősökért aggódik, de Rikki felvilágosítja, hogy pont az ő apjának a hálójában akadnak fenn a teknősök. Mikor Cleo rákérdez az apjánál, ő biztosítja arról, hogy ő nem használ illegális hálót, de Cleo nem nagyon akar hinni neki. Később Cleo apját gyanúsítják azzal, hogy illegális hálóval halászott és emiatt Cleo nagyon szomorú lesz, de rájön, hogy nem az apja a hibás, hanem az egyik munkatársa... |                      |  |      |  |  |  |  |  |  |  |  |
| |                      |  |      |  |  |  |  |  |  |  |  |
| Party Girls | 2006. július 28.     |  | 1.04 |  |  |  |  |  |  |  |  |
| A pizsibuli | .                    |  | 1.04 |  |  |  |  |  |  |  |  |
| Cleo állást kap az állatkertben, ennek Emma nem nagyon örül, mivel attól fél, hogy Cleo vizes lesz és sellővé változik. Munka közben Cleo találkozik Miss Chathammel, akiről kiderül, hogy mindent tud róluk. Emma visszatér a Mako-szigetre és a holdfényes medencében talál egy medált. Úgy gondolja, hogy valami nagyon fontos dolog kapcsolódhat a medálhoz. Emma nem akarja megrendezni a szokásos év végi pizsi bulit, de végül Cleo meggyőzi. A bulira Zane és Miriam is elmegy, de Zane-t kidobják a buliról. Cleo a párnacsata közben vizes lesz, így azonnal a szekrénybe rohan, ahol egy hálózsákba bújik, de a többiek kiszedik Cleot a szekrényből...                                                                                                   |                      |  |      |  |  |  |  |  |  |  |  |
| |                      |  |      |  |  |  |  |  |  |  |  |
| Something Fishy | 2006. augusztus 4.   |  | 1.05 |  |  |  |  |  |  |  |  |
| A sellőnapló | .                    |  | 1.05 |  |  |  |  |  |  |  |  |
| Emma és Lewis visszamennek a Mako-szigetre, ahol Emma megmutatja, hogy hol lettek sellők. Lewis mindent alaposan megvizsgál, de nem talál semmit. Az állatkertben jelmezes szépségversenyt rendeznek. Ezen Miriam is el akar indulni. Ez Cleo-t felidegesíti, így ő is benevez a versenyre. Kim Cleo szobájában kutat és megtalálja a titkos naplóját. Ebben Cleo mindent leírt és lerajzolt, ami a sellőkkel kapcsolatos. Kim ráadásul rajtakapja Cleo-t, amikor átváltozik a fürdőszobában sellővé. Ezután Kim mindent elmond Elliotnak, de ő eleinte nem hisz neki, ám amikor fürdik, jégdarabok esnek ki a zuhanyból, mivel Emma megfagyasztotta a vizet. Ezt elmondja Kimnek, majd úgy döntenek, hogy leleplezik a lányokat, ám végül kudarcba fullad tervük... |                      |  |      |  |  |  |  |  |  |  |  |
| |                      |  |      |  |  |  |  |  |  |  |  |
| Young Love | 2006. augusztus 11.  |  | 1.06 |  |  |  |  |  |  |  |  |
| Az első szerelem | .                    |  | 1.06 |  |  |  |  |  |  |  |  |
| Lewis bátyjának van egy növényháza, ahol pálmafákat termeszt. Emma, Rikki és Elliot holmikat visznek neki és közben Elliotnak nagyon megtetszik a hely. A tengerparton Elliot szörfözni tanul Byronnal, de közben Emma és Byron elmennek szemetet szedni, így Emma Rikkire bízza Elliot-ot, azonban a kissrác a vízbe megy és elsodorja egy hullám. Rikki megmenti őt annak ellenére, hogy bárki megláthatja, hogy sellő. A megmenekülése után Elliot szerelmes lesz Rikkibe és mindenféle ajándékokat vesz neki... |                      |  |      |  |  |  |  |  |  |  |  |
| |                      |  |      |  |  |  |  |  |  |  |  |
| Moon Spell | 2006. augusztus 18.  |  | 1.07 |  |  |  |  |  |  |  |  |
| Telihold | .                    |  | 1.07 |  |  |  |  |  |  |  |  |
| Emma szülinapi bulit szervez az apjának. Az állatkertben Miss Chatham figyelmezteti Cleo-t, hogy aznap este telihold lesz és ne nézzenek bele a Holdba, és véletlenül se érjenek vízhez. Emma a bulin azonban belenéz a Holdba, így a Hold hatása alá kerül, aminek a hatására kigúnyolja a vendégeket. Cleo egy pillanatig nem figyel rá, így Emma a tengerbe ugrik és a Mako-szigethez úszik. Amikor visszatér a buliba, Lewis szedi ki a vízből, azonban Rikki hiába szárítja meg, mégsem tűnik el az uszonya... |                      |  |      |  |  |  |  |  |  |  |  |
| |                      |  |      |  |  |  |  |  |  |  |  |
| The Denman Affair | 2006. augusztus 25.  |  | 1.08 |  |  |  |  |  |  |  |  |
| A tudomány ára | .                    |  | 1.08 |  |  |  |  |  |  |  |  |
| Dr. Denman, egy híres tengerbiológus érkezik a városba, ezért Lewis jelentkezik az asszisztensi állásra, hogy így bejusson a laborjába. Később Cleo DNS-ét vizsgálja, azonban Dr. Denman rajtakapja, így Lewis véletlenül a laborban hagyja a mintát, amit Dr. Denman is megvizsgál és rájön, hogy milyen különleges az a minta. A lányok már nem bíznak Lewisban, de a mintát nem tudják visszaszerezni. Közben Dr. Denman elmondja Lewisnak, hogy egy hosszabb külföldi kutatásra indul és ajánlatot tesz neki, hogy amikor elmegy, menjen vele ő is... |                      |  |      |  |  |  |  |  |  |  |  |
| |                      |  |      |  |  |  |  |  |  |  |  |
| Dangerous Waters | 2006. szeptember 1.  |  | 1.09 |  |  |  |  |  |  |  |  |
| Veszélyes vízeken | .                    |  | 1.09 |  |  |  |  |  |  |  |  |
| Cleo megsiratja a halát, Plútót, aki nemrég meghalt. Rikki nem tud együtt érezni Cleoval, de hogy ne higgyék a lányok érzéketlennek, vesz neki egy új halat, viszont az új hal édesvízi, Cleo pedig csak tengeri halakat tart. Így később Rikki a tengerben szerez Cleonak egy ritka fajú halat. A ritka halra a kikötőben felfigyel egy férfi, aki megbízza Rikkit, hogy szerezzen Neki még több halat sok pénzért cserébe. Rikki annyira örül a pénznek, hogy a lányokkal még vásárolni is elmegy... |                      |  |      |  |  |  |  |  |  |  |  |
| |                      |  |      |  |  |  |  |  |  |  |  |
| The Camera Never Lies | 2006. szeptember 8.  |  | 1.10 |  |  |  |  |  |  |  |  |
| A kamera nem hazudik | .                    |  | 1.10 |  |  |  |  |  |  |  |  |
| A JuiceNet-ben filmkészítő versenyt rendeznek. A lányok Emma ötletével neveznek és filmet forgatnak Emma anyjáról. Rikki azt mondja Lewisnak, hogy Emma ötletével sose nyernének, ezért Rikki külön is benevez a versenyre és a cápákról akar filmet forgatni. Zane terve eközben az, hogy megdönti apja rekordját, aki rekordidő alatt átkelt a Mako-szigetre még évekkel ezelőtt és ehhez Lewis segítségét kéri. Azonban Zane szörfjét egy cápa felborítja, Lewis motorcsónakja pedig lerobban... |                      |  |      |  |  |  |  |  |  |  |  |
| |                      |  |      |  |  |  |  |  |  |  |  |
| Sink or Swim | 2006. szeptember 15. |  | 1.11 |  |  |  |  |  |  |  |  |
| Az úszóverseny | .                    |  | 1.11 |  |  |  |  |  |  |  |  |
| Újra megrendezik a városban az úszóversenyt, így Byron megkéri Emmát, hogy segítsen neki megnyerni a versenyt. Elsőre nem vállalja, de mikor Zane azzal cukkolja Byront, hogy őt úgysem tudja legyőzni, Emma mégis elvállalja, de csak úgy, hogy a medence mellett nézi őt. Az edzéseken közel kerülnek egymáshoz, Byron meg is csókolja Emmát, de a kedvesség nem vezet eredményre, ezért Emma bekeményít... |                      |  |      |  |  |  |  |  |  |  |  |
| |                      |  |      |  |  |  |  |  |  |  |  |
| The Siren Effect | 2006. szeptember 22. |  | 1.12 |  |  |  |  |  |  |  |  |
| A szirén éneke | .                    |  | 1.12 |  |  |  |  |  |  |  |  |
| A JuiceNet-ben karaoke versenyt rendeznek. Rikki benevezi Cleo-t, de Cleo csúnyán leég, mert nem tud énekelni. Miss Chatham megint figyelmezteti Cleot, hogy ne nézzenek a Holdba. Az estét a lányok Cleonál töltik, DVD-filmet néznek. Közben felkel a Hold, ami most Cleora hat, ugyanis előbb meglátja a Hold tükörképét egy pohár vízben, majd a fürdőszobában a vízhez is hozzáér, így a Hold hatása miatt szirénné változik és minden fiút megbűvöl az énekével. Sőt, még egy csók is elcsattan Lewis és Cleo között... |                      |  |      |  |  |  |  |  |  |  |  |
| |                      |  |      |  |  |  |  |  |  |  |  |
| Shipwrecked | 2006. szeptember 29. |  | 1.13 |  |  |  |  |  |  |  |  |
| A hajótörés | .                    |  | 1.13 |  |  |  |  |  |  |  |  |
| Miss Chatham egy hajón él a kikötőben, de ki akarják lakoltatni, mert nem fizeti a használati díjat. Emma felajánlja, hogy költözzön hozzájuk egy időre. Miss Chatham valamilyen kincsről beszél, s ez Zane-t is érdekli. Miss Chatammel közlik, hogy ha nem fizet, akkor elviszik a hajóját. Miss Chatham az éj leple alatt megszökik a hajójával, de neki megy Zane csónakjának. Zane utánamegy, de Miss Chatham elájul. Lewis és Emma kórházba viszik, Zane pedig a hajón marad, és a kincset keresi. De Zane leveri a petróleumlámpát, s a hajó felrobban... |                      |  |      |  |  |  |  |  |  |  |  |
| |                      |  |      |  |  |  |  |  |  |  |  |
| Surprise! | 2006. október 6.     |  | 1.14 |  |  |  |  |  |  |  |  |
| Meglepetés! | .                    |  | 1.14 |  |  |  |  |  |  |  |  |
| Közeleg Cleo szülinapja. Apja egy gyerekes meglepetés bulit szervez neki. Emma és Rikki is elmegy a buliba. Amikor Cleo betoppan, dühös lesz és elúszik. Zane ráveszi Lewist, hogy menjen vele keresni a szörnyet. Lewis eltereli Zane-t a Mako-sziget környékéről, hogy ne találjon semmit. De Cleo pont odamegy, ahol Lewis és Zane vannak. Lewis elvonja Zane figyelmét, így Cleo megmenekül... |                      |  |      |  |  |  |  |  |  |  |  |
| |                      |  |      |  |  |  |  |  |  |  |  |
| The Big Chill | 2006. október 13.    |  | 1.15 |  |  |  |  |  |  |  |  |
| Fagyos hangulatban | .                    |  | 1.15 |  |  |  |  |  |  |  |  |
| Emma a kávézóban kap munkát. Wilfrednek el kell mennie a hétvégén, és Emmára bízza a kávézót. Emma felveszi Rikkit, de összevesznek, mert Rikki udvariatlan a vendégekkel. Miriam betesz Emmának. Lekapcsolja hűtőház hűtését, és elbújik. Emma visszakapcsolja a hűtést, de mivel minden kiolvadt, a varázserejével mindent megfagyaszt, még Miriamet is... |                      |  |      |  |  |  |  |  |  |  |  |
| |                      |  |      |  |  |  |  |  |  |  |  |
| Lovesick | 2006. október 20.    |  | 1.16 |  |  |  |  |  |  |  |  |
| Szerelmi bánat | .                    |  | 1.16 |  |  |  |  |  |  |  |  |
| Cleo az állatkertben beleejti a medálját a vízbe. Kiszedi, s közben együtt úszik Ronnie-val, a delfinnel. Zane megkéri Cleot, hogy juttassa be az állatkert könyvtárába. Mivel Zane és Cleo sok időt tölt együtt, Cleo családja azt hiszi, hogy szerelmes Zane-be. Cleot bezárják, de a delfin beteg lesz, és Cleo megszökik otthonról, hogy segítsen. Kim azt hiszi, hogy titokban akarnak összeházasodni. Végül Cleo rájön, mi a baja a delfinnek, és a családjának is mindent megmagyaráz. |                      |  |      |  |  |  |  |  |  |  |  |
| |                      |  |      |  |  |  |  |  |  |  |  |
| Under the Weather | 2006. október 27.    |  | 1.17 |  |  |  |  |  |  |  |  |
| A karantén | .                    |  | 1.17 |  |  |  |  |  |  |  |  |
| Zuhog az eső, így a lányok nem mehetnek ki az utcára, mert sellővé válnak. Betegnek tettetik magukat, de a doktornő karanténba zárja őket. Végül kisüt a Nap, de a Járványügyi Központ emberei kórházba akarják vinni őket. A lányok azt hazudják, hogy csak színlelték az egészet a biosz vizsga miatt. Elliot bárányhimlős lesz, és Kim is elkapja tőle a vírust. |                      |  |      |  |  |  |  |  |  |  |  |
| |                      |  |      |  |  |  |  |  |  |  |  |
| Bad Moon Rising | 2006. november 3.    |  | 1.18 |  |  |  |  |  |  |  |  |
| Egy újabb telihold | .                    |  | 1.18 |  |  |  |  |  |  |  |  |
| Újabb telihold van, és a lányok együtt töltik az estét. Lewis akkor megy el, amikor már felkelt a Hold, így Rikki meglátja a Hold tükörképét. Rikki a Hold hatása alá kerül, és elveszíti az önuralmát. Hogy ne veszélyeztesse a lányokat, a Mako-szigetre megy, de az erejének köszönhetően mindent felgyújt, amihez hozzá ér. Zane is a szigetre megy, és a tűzgyűrű közepén Rikki megcsókolja Zane-t, s ezzel majdnem megöli a fiút... |                      |  |      |  |  |  |  |  |  |  |  |
| |                      |  |      |  |  |  |  |  |  |  |  |
| Hurricane Angela | 2006. november 10.   |  | 1.19 |  |  |  |  |  |  |  |  |
| A látogató | .                    |  | 1.19 |  |  |  |  |  |  |  |  |
| Cleo folyton veszekedik Kimmel. Unokatestvérük, Angela hozzájuk megy vendégségbe. Cleo elviszi őket az állatkertbe, de Angela eltűnik. Mikor Cleo hazaér, egy pelikánt talál a fürdőszobában. A lányok végül befogják a madarat, Cleo pedig az állatkertbe viszi. De az egyik gondozó észreveszi, Cleot pedig majdnem kirúgják. De kiderül, hogy a pelikán nem állatkerti, így Cleo megtarthatja az állását... |                      |  |      |  |  |  |  |  |  |  |  |
| |                      |  |      |  |  |  |  |  |  |  |  |
| Hook, Line and Sinker | 2006. november 17.   |  | 1.20 |  |  |  |  |  |  |  |  |
| A horgászverseny | .                    |  | 1.20 |  |  |  |  |  |  |  |  |
| Lewis nagyon készül a horgászversenyre. Cleo nagyon szeretné hogy nyerjen, így a horogra akaszt egy tonhalat. Lewist kizárják a versenyből. Cleo minden horgász horogjára tonhalat akaszt, így Lewist visszaveszik a versenybe, és ő is nyer. Közben Rikki egy tréningre megy a városba. A tréningen találkozik Zane-nel. Kimennek az erkélyre, de az ajtó bezárul, és kintragadnak. Jól elbeszélgetnek egymással... |                      |  |      |  |  |  |  |  |  |  |  |
| |                      |  |      |  |  |  |  |  |  |  |  |
| Red Hairing | 2006. november 24.   |  | 1.21 |  |  |  |  |  |  |  |  |
| A hajfestés | .                    |  | 1.21 |  |  |  |  |  |  |  |  |
| Byron tesz egy megjegyzést Emmának, aki azt hiszi, hogy Byron túl megbízhatónak találja. Emma meg akar változni, és befesti a haját. A hajfestés közben átváltozik sellővé, mivel a hajfestéshez víz is kell. Emma új haja elég rosszra sikerül, de amikor visszaváltozik, a haja is újra szőke lesz. Zane utánanéz Miss Chatham múltjának, és kiderül, hogy az ötvenes években megmentett egy halászt, aki szintén látta a szörny uszonyát. Zane kérdőre vonja Miss Chatham-et, de ő nem mond semmit, és Zane az elsüllyedt hajóhoz megy... |                      |  |      |  |  |  |  |  |  |  |  |
| |                      |  |      |  |  |  |  |  |  |  |  |
| Fish Out Of Water | 2006. december 1.    |  | 1.22 |  |  |  |  |  |  |  |  |
| Mint partra vetett hal | .                    |  | 1.22 |  |  |  |  |  |  |  |  |
| A lányok megtudják, hogy Zane és Rikki járnak. Azt mondják Rikkinek, hogy választania kell, mert ha Zane-nel randizik, akkor Zane közelebb kerül a titkukhoz, de Rikki faképnél hagyja őket. Emma családját, Zane-t, Rikkit és egy vállalkozó családját Zane apja meghívja ebédelni. Az ebéden közli, hogy a Mako-szigetet be fogja építettni. Rikki jól beolvas neki, majd elmegy a Mako-szigetre. Azokra a szép pillanatokra gondol, amiket sellőként átélt... |                      |  |      |  |  |  |  |  |  |  |  |
| |                      |  |      |  |  |  |  |  |  |  |  |
| In Too Deep | 2006. december 8.    |  | 1.23 |  |  |  |  |  |  |  |  |
| A mélység titka | .                    |  | 1.23 |  |  |  |  |  |  |  |  |
| Rikki a városban lóg Zanenel. Egy ékszerboltban meglát egy ugyanolyan medált, amilyen Cleoé. Lefényképezi, és megmutatja a lányoknak. Miss Chatham elmondja, hogy a medál Juliáé volt, aki meghalt. Miss Chatham a barátnőiről is mesél nekik. 15 évesek voltak, amikor sellővé váltak, és sok kalandjuk is volt. De nagyon különböztek egymástól. Julia annak idején épp úgy járt, mint Rikki. Ő is szerelmes volt valakibe, de mindent bevallott neki. A fiú pedig lefotózta őt sellőként, de Miss Chatham a fényképezőgépet a tengerbe dobta... |                      |  |      |  |  |  |  |  |  |  |  |
| |                      |  |      |  |  |  |  |  |  |  |  |
| Love Potion #9 | 2006. december 15.   |  | 1.24 |  |  |  |  |  |  |  |  |
| A szerelem varázsa | .                    |  | 1.24 |  |  |  |  |  |  |  |  |
| A lányok a kávézóban szervezik az osztálybulit, Lewis pedig egy szeren dolgozik, ami vízhatlanná teszi őket. Rikki Zane-nel megy a buliba , de Lewis nem hívja meg Cleot, mert teljesen a szerre koncentrál. Végül Cleo Nate-tel megy a buliba. Emma Byronnal akar menni, de a fiú nem hívja meg. Lewis leteszteli a lányokon a szert. A szer működik, de a bulin nem várt következmények törnek ki a lányokon... |                      |  |      |  |  |  |  |  |  |  |  |
| |                      |  |      |  |  |  |  |  |  |  |  |
| Dr. Danger | 2006. december 22.   |  | 1.25 |  |  |  |  |  |  |  |  |
| A veszély visszatér | .                    |  | 1.25 |  |  |  |  |  |  |  |  |
| Lewis és Cleo a Mako-szigeten piknikeznek, amikor feltűnik Dr. Denman hajója. Denman azt mondja Lewisnak, hogy a halakat vizsgálja. Zane elmondja neki., hogy egy sellő él a szigetnél, és maradjon ott, ha látni akarja. Denman rátalál a barlangra, és talál egy pikkelyt Cleo uszonyáról. Egy szívet is lát belerajzolva a homokba, amit Lewis készített. A sejt, amit a pikkelyből nyert ugyanolyan, mint Lewis mintája... |                      |  |      |  |  |  |  |  |  |  |  |
| |                      |  |      |  |  |  |  |  |  |  |  |
| A Twist in the Tail | 2006. december 29.   |  | 1.26 |  |  |  |  |  |  |  |  |
| Dupla csavar | .                    |  | 1.26 |  |  |  |  |  |  |  |  |
| Telihold lesz, és Miss Chatham szól a lányoknak, hogy a Hold ma éjjel különösen veszélyes lehet. Zane megmondja Rikkinek, hogy a sellők léteznek, így a lányok is tudomást szereznek arról, hogy a sellőségük nem titok többé. Lewisnak Denman megmutatja a képeket. A fiút elfogják, és bezárják, a lányokat pedig csapdába csalják a Mako-szigeten. Zane nagyot néz, amikor látja, hogy a lányok sellők... |                      |  |      |  |  |  |  |  |  |  |  |
| |                      |  |      |  |  |  |  |  |  |  |  |
| |                      |  |      |  |  |  |  |  |  |  |  |

## Második évad: 2007–2008
| |              |  |      |  |  |  |  |  |  |  |  |
| Cím | Első vetítés |  | #    |  |  |  |  |  |  |  |  |
| |              |  |      |  |  |  |  |  |  |  |  |
| Stormy Weather |              |  | 2.01 |  |  |  |  |  |  |  |  |
| Viharos időjárás |              |  | 2.01 |  |  |  |  |  |  |  |  |
| Lewis figyelmetlensége miatt a lányok a holdba néznek, és elmennek a Mako szigetre. Ott vannak a barlangban, amikor besüt a Hold. Lewist elrepítik, mert új erőik lesznek. Nagy vihart okoznak. Emma a felhőket, Cleo a szeleket, Rikki pedig a villámokat irányítja. Másnap reggel a lányok az ágyukban ébrednek, semmire sem emlékezve... |              |  |      |  |  |  |  |  |  |  |  |
| |              |  |      |  |  |  |  |  |  |  |  |
| Control |              |  | 2.02 |  |  |  |  |  |  |  |  |
| Önuralom |              |  | 2.02 |  |  |  |  |  |  |  |  |
| Az edzésen egy fiú (Nate öccse) nem engedte Elliotot focizni, ezért nem tud gólt lőni. Emma megunta, hogy az öccsét piszkálják ezért lefagyasztotta a füvet, és a gyerek elesett. Végül Elliot lett a csapat büszkesége. Közben Lewis találkozik Charlotte-tal, aki gyönyörűen fest. Cleo és Lewis végül szakítanak, miközben Charlotte egyre jobban próbál közel kerülni Lewishoz, aminek Cleo nem fog örülni. |              |  |      |  |  |  |  |  |  |  |  |
| |              |  |      |  |  |  |  |  |  |  |  |
| The One That Got Away |              |  | 2.03 |  |  |  |  |  |  |  |  |
| Hiába menekülsz |              |  | 2.03 |  |  |  |  |  |  |  |  |
| Zane visszajön a városba és találkozik Rikkivel. Rikki és Zane végül újra összejönnek a Mako szigeti barlangban, a tiltásnak ellenére. Rájön, hogy megint sellők. Cleo azt hiszi van valami Lewis és Charlotte között. Cleo elolvassa Charlotte naplóját. Lát egy képet és azt hiszi Charlotte jár bizonyos RJ-vel. Számonkéri a lányon és kiderül az igazság: Charlotte és Lewis közt nincs semmi. |              |  |      |  |  |  |  |  |  |  |  |
| |              |  |      |  |  |  |  |  |  |  |  |
| Fire and Ice |              |  | 2.04 |  |  |  |  |  |  |  |  |
| Tűz és jég |              |  | 2.04 |  |  |  |  |  |  |  |  |
| Emma szülei és testvére elutaznak. Rikki ott alszik Emmanál a hétvégén. Kezdi unni, hogy Rikki a mindent megtehet, és ő sose lazíthat. Úgy dönt lázadó lesz. Emma szervez egy bulit. Amiről persze a szülei nem tudnak... |              |  |      |  |  |  |  |  |  |  |  |
| |              |  |      |  |  |  |  |  |  |  |  |
| Hocus Pocus |              |  | 2.05 |  |  |  |  |  |  |  |  |
| Hókusz pókusz |              |  | 2.05 |  |  |  |  |  |  |  |  |
| Lewis szerez egy sellőkönyvet, amiben minden benne van a sellőkről, és a varázserejükről. Emmát, és Rikkit nem érdekli a könyv, de Cleo talál benne egy érdekes részt a kívánságkrémről. Ráveszik a lányokat, hogy készítsék el. Mikor elkészül, Rikki az arcára keni, és kíván valamit, de nem történik semmi. Rikki bosszúból felforralja a főzetet, és a gomba tenyészni kezd, és ellepi a kávézót... |              |  |      |  |  |  |  |  |  |  |  |
| |              |  |      |  |  |  |  |  |  |  |  |
| Pressure Cooker |              |  | 2.06 |  |  |  |  |  |  |  |  |
| Kukta |              |  | 2.06 |  |  |  |  |  |  |  |  |
| Cleo és Kim azt hiszik, hogy apjuk elkezdett csajozni. Cleo látja is a nőt a kikötőben. Közben Charlotte együtt horgászik Lewissal. Cleo épp arra úszik, és amikor meglátja őket, ellopja Lewis botját. Aznap este a nő átjön vacsorázni. Mikor megjönnek kiderül, hogy kik is a vendégek: a nőt Anettnek hívják, és a lányával jött, aki nem más, mint Charlotte. Közben betoppan Lewis, aki Cleonak akar magyarázkodni, de Cleo hajhatatlan. Anettet is érdekli Lewis, hiszen Charlotte annyit mesélt róla... |              |  |      |  |  |  |  |  |  |  |  |
| |              |  |      |  |  |  |  |  |  |  |  |
| In Hot Water |              |  | 2.07 |  |  |  |  |  |  |  |  |
| Meleg helyzet |              |  | 2.07 |  |  |  |  |  |  |  |  |
| Cleot kirúgják, mert főnöke engedélye nélkül etette meg Ronnie-t a delfint. Az állást Lewis kapja meg, de emiatt összevesznek Cleoval. A lányok az állatkertbe mennek, hogy egy kis zűrt csináljanak. Kinyitják a víz alatti kaput, s bajt csinálnak. Lewis beszél velük, s megfogja a kapu nyitóját. A lányok elmennek, de a delfin kiszökik az óceánba. Lewist gyanúsítják, s kihívják a rendőrséget... |              |  |      |  |  |  |  |  |  |  |  |
| |              |  |      |  |  |  |  |  |  |  |  |
| Wrong Side of the Tracks |              |  | 2.08 |  |  |  |  |  |  |  |  |
| Nem számít, hol laksz |              |  | 2.08 |  |  |  |  |  |  |  |  |
| Rikki azt hazudja mindenkinek, hogy gazdagok és hogy egy nagyon szép házban laknak. Igazából Rikki egy lakókocsitelepen lakik. Nate ellop egy motordíszt, ami később kiderül, hogy Rikki apjának motorjáról van. Zane visszaviszi, de a férfi elüldözi őt. Rikki megmutatja Zane-nek, hol is lakik... |              |  |      |  |  |  |  |  |  |  |  |
| |              |  |      |  |  |  |  |  |  |  |  |
| Riding for a Fall |              |  | 2.09 |  |  |  |  |  |  |  |  |
| Lovaslecke |              |  | 2.09 |  |  |  |  |  |  |  |  |
| Emma szülei beiratják Elliotot lovaglóórákra. Emmának el kell kísérnie őt. Az oktatót Ashnek hívják, s Emmának nem nagyon tetszik a srác. Folyton kritizálja, s Ash is idegesíti őt. Ash megkéri Emmát, hogy vigye a lovat enni, de ne egyen gyomokat. Emma nem figyel, s a ló gyomokat eszik. Elliot átmegy a vizsgán, de a ló megbetegszik. Emma segíteni akar, de Ash elküldi. Emma havazást csinál, hogy lehűtse a ló szervezetét. Másnapra a ló meggyógyul. Lewis díjat nyer, s elhívja Cleot a díjátadóra... |              |  |      |  |  |  |  |  |  |  |  |
| |              |  |      |  |  |  |  |  |  |  |  |
| Missed the Boat |              |  | 2.10 |  |  |  |  |  |  |  |  |
| Ez a hajó elúszott |              |  | 2.10 |  |  |  |  |  |  |  |  |
| Cleo megbukik biológiából. Újra meg kell írnia a vizsgát, de kell egy tanulótárs is, aki nem más, mint Charlotte. Charlotte elhalmozza Cleot feladatokkal, hogy rámozdulhasson Lewisra. Cleo medálja is felkelti az érdeklődését. Charlotte festményeket mutat a Mako-szigetről Lewisnak, aki elviszi őt oda. A lányok követik őket. Cleo a vízbe esik, Lewis meg eltereli Charlotte figyelmét, de egy csók lesz az eredmény. Végül Cleo átmegy a vizsgán, de Charlotte és Lewis már járnak. |              |  |      |  |  |  |  |  |  |  |  |
| |              |  |      |  |  |  |  |  |  |  |  |
| In Over Our Heads |              |  | 2.11 |  |  |  |  |  |  |  |  |
| Kincsvadászat |              |  | 2.11 |  |  |  |  |  |  |  |  |
| A Mako-szigetnél elsüllyedt egy hajó. A hajón van egy nagyon értékes szobor. Zane meg akarja szerezni a szobrot, s részesedést ajánl Rikkinek. Rikki rábeszéli a lányokat a szobor megkeresésére. De a lányok megtudják, hogy pénzről is van szó, ezért elmennek. Rikki végül megtalálja a szobrot, ami egy ládában van. A ládát rosszul húzzák fel, és Rikkire zuhan. Rikki elájul, közben megérkeznek a többiek, hogy segítsenek Rikkin... |              |  |      |  |  |  |  |  |  |  |  |
| |              |  |      |  |  |  |  |  |  |  |  |
| Fish Fever |              |  | 2.12 |  |  |  |  |  |  |  |  |
| Haléhség |              |  | 2.12 |  |  |  |  |  |  |  |  |
| Emma szerez egy korallt Cleonak, de közben megvágja a kezét, direkt. A korall Cleo egyik halához Hektorhoz kerül. Emma kezd furcsán viselkedni, s nyilvánosan mutatkozik, mint sellő. Hektor narancssárga színéből fehér lesz. Végül kiderül, hogy mindketten korallmérgesek. Emma szülei házassági évfordulót ünnepelnek, de Emma tönkreteszi a vacsorát. Emma ekkora már szörny lett. Lewis beadja az antidoxint, így Emma normális lesz. Hektor is meggyógyul. |              |  |      |  |  |  |  |  |  |  |  |
| |              |  |      |  |  |  |  |  |  |  |  |
| Moonwalker |              |  | 2.13 |  |  |  |  |  |  |  |  |
| Holdkór |              |  | 2.13 |  |  |  |  |  |  |  |  |
| A Sertori család kempingezni megy a Mako-szigetre. Ez nem is lenne baj, de az nap pont telihold van. Lewis és Charlotte is velük tart. A lányok közül először Cleo néz bele a holdba. Mikor Emma és Rikki észreveszik, hogy eltűnt utána mennek mit sem törődve a telihold hatásának. Eközben Charlotte ráakad a vulkánban lévő barlangra ahová nemsoká besüt a telihold fénye... |              |  |      |  |  |  |  |  |  |  |  |
| |              |  |      |  |  |  |  |  |  |  |  |
| Get Off My Tail |              |  | 2.14 |  |  |  |  |  |  |  |  |
| Cleo kontra Charlotte |              |  | 2.14 |  |  |  |  |  |  |  |  |
| Cleo bevallja Rikkinek, hogy még mindig szereti Lewist. Rikki az javasolja, hogy tegyen valamit érte. Cleo el is hívja Lewist úszni. Wilfred Emma helyett Ash-t nevezi ki új üzletvezetőnek. Ash új egyenruhát vezet be, sőt a vendégek még mini-kosárlabdát is játszhatnak. Ezek Emmának nem tetszenek, s összevesznek Ash-sel. Ash azt hiszi, Emma rossz helyre tette az üdítőket és kirúgja... |              |  |      |  |  |  |  |  |  |  |  |
| |              |  |      |  |  |  |  |  |  |  |  |
| Irresistible |              |  | 2.15 |  |  |  |  |  |  |  |  |
| Nate, az ellenállhatatlan |              |  | 2.15 |  |  |  |  |  |  |  |  |
| Zane mutat Lewisnak egy parfümöt. De mindenki nagyon büdösnek találja. Nate elmegy Cleoékhoz gitározni és szerelni. Majd Nate megtalálja a parfümöt, ő jó illatúnak találja, és befújja magát. Bemegy Juicenetbe és mindenki kirohan. Emma odamegy szólni Natenek, hogy elriassza a vendégeket. Int neki a kezével( Ha ezt csinálja olyankor megbabonázza a lányokat) és megérzi az illatot és beleszeret. Cleoval és Rikkivel ugyanaz történik... |              |  |      |  |  |  |  |  |  |  |  |
| |              |  |      |  |  |  |  |  |  |  |  |
| Double Trouble |              |  | 2.16 |  |  |  |  |  |  |  |  |
| Lewis álma |              |  | 2.16 |  |  |  |  |  |  |  |  |
| Lewist rémálmok gyötrik, melyekben Cleo nyilvánosan mutatkozik, mint sellő. Elliot szerelmes lesz Kimbe, s Lewistól kér tanácsokat. Kim csak kihasználja Elliotot, például vele irattatja meg a háziját. Elmennek a vidámparkba Lewissal és Cleoval. Kim mindent megvetet Elliottal, de a fiúnak nem marad több pénze. Elliot vesz Kimnek egy narancssárga macit, ami beleesik a vízbe. Cleo vizes lesz, s a vízbe ugrik. Az emberek látják Cleot, mint sellő... |              |  |      |  |  |  |  |  |  |  |  |
| |              |  |      |  |  |  |  |  |  |  |  |
| Moonstruck |              |  | 2.17 |  |  |  |  |  |  |  |  |
| Randi teliholdkor |              |  | 2.17 |  |  |  |  |  |  |  |  |
| Telihold van, s a lányok Emmánál töltik az estét. Sajnos Cleo a Hold hatása alá kerül, és elég idétlenül kezd viselkedni. Közben beállít Ash, aki egy romantikus vacsorát készít Emmának, ezért Rikkinek egyedül kell Cleora vigyázni. De Cleo széthúzza a függönyt, és Rikki is a Hold hatása alá kerül. A lányok tönkreteszik a vacsorát, Emmát pedig a fürdőszobába viszik, ahol a vízbe lökik. Felhúzzák a redőnyt, így Emma a Hold hatása alá kerül... |              |  |      |  |  |  |  |  |  |  |  |
| |              |  |      |  |  |  |  |  |  |  |  |
| The Heat is On |              |  | 2.18 |  |  |  |  |  |  |  |  |
| Az évforduló |              |  | 2.18 |  |  |  |  |  |  |  |  |
| Egy év telt el azóta, hogy a lányok sellővé váltak. Cleo egy ünnepséget akar rendezni a Mako-szigeti barlangban ennek tiszteletére. Lewis klasszul feldíszíti a barlangot. Közben Zane és Ash összevesznek, így Rikki és Emma is összevesznek, így Cleon a sor, hogy összetartsa a lányok barátságát. A lányok elkésnek az ünnepségről, mert Ash és Zane biliárd meccset játszanak, hogy mindent eldöntsenek. A lányok az erejüket is használják, s majdnem nagy vihart okoznak... |              |  |      |  |  |  |  |  |  |  |  |
| |              |  |      |  |  |  |  |  |  |  |  |
| The Gracie Code (Part One) |              |  | 2.19 |  |  |  |  |  |  |  |  |
| Gracie emléke (1. rész) |              |  | 2.19 |  |  |  |  |  |  |  |  |
| Lewis a Mako-szigeten a mágneses mezőt vizsgálja. Megtudja, hogy nem ő az első, aki a szigeten kutat. Ötven évvel ezelőtt bizonyos Max Hamilton is kutatott a szigeten, aki ismerte az első generáció titkát, úgy, mint Lewis most a lányokét. Lewis felkeresi Maxot, és elmondja neki, hogy most is vannak sellők. Lewis a Mako-szigetre viszi Maxot, aki elmondja neki a barlang titkát... |              |  |      |  |  |  |  |  |  |  |  |
| |              |  |      |  |  |  |  |  |  |  |  |
| The Gracie Code (Part Two) |              |  | 2.20 |  |  |  |  |  |  |  |  |
| Gracie emléke (2. rész) |              |  | 2.20 |  |  |  |  |  |  |  |  |
| Max odaadja Lewisnak a kutatásait, különböző iratokat, képeket és egy filmet. A dokumentumokat Cleoéknál helyezik el. Charlotte-nak elege van abból, hogy Lewis túl sok időt tölt a lányokkal. Válszokat akar. Lewis azt hazudja, hogy egy feladaton dolgoznak. Charlotte Cleoékhoz megy, és kérdőre vonja őket. Lát egy fotót Gracieről, és megkérdezi miért van róla képük. Gracie ugyanis Charlotte negymamája. Charlotte elviszi a képet Lewisnak. Felfedezi, hogy egy medál van a nyakában, ami pont olyan, mint Cleoé... |              |  |      |  |  |  |  |  |  |  |  |
| |              |  |      |  |  |  |  |  |  |  |  |
| And Then There Were Four |              |  | 2.21 |  |  |  |  |  |  |  |  |
| Most már négyen vannak |              |  | 2.21 |  |  |  |  |  |  |  |  |
| A lányok el akarják tüntetni a kutatásokat, de Lewis azt mondja, hogy vigyék inkább Maxhez. Charlotte továbbra is nyomoz nagymamája titokzatos múltja után. Követi Lewist, aki Maxhez tart. Lewis elmondja Maxnek, hogy valaki látta a filmet, és senkinek se mondjon semmit. Charlotte beszél Maxel, aki eleinte nem mond semmit, de amikor a lány közli, hogy Gracie a nagymamája, mindent elmond. De arra a kérdésre, hogyan lehet valaki sellő, csak ezt mondja: ,,A megfelelő helyen, és időben a varázslat megtörténik.’’ Charlotte többször is megnézi a filmet, és beazonosítja a helyet, hogy hol válhat sellővé: a barlangban, a Mako-szigeten... |              |  |      |  |  |  |  |  |  |  |  |
| |              |  |      |  |  |  |  |  |  |  |  |
| Bubble, Bubble, Toil abd Trouble |              |  | 2.22 |  |  |  |  |  |  |  |  |
| A röplabdameccs |              |  | 2.22 |  |  |  |  |  |  |  |  |
| Cleo látja Charlotte-ot sellőként, így a lányok is megtudják, hogy Charlotte sellővé vált. Emma szerint a sellők barátok, és megmutatják a varázserejüket Charlotte-nak. Charlotte is próbálkozik, de nem történik semmi. Charlotte a kávézóban fedezi fel az egyik erejét: tudja mozgatni a vizet. Az iskolában beszervezik a lányokat a röplabdacsapatba. Délután van az első meccs. De a labda vizes lesz, és sajnos Charlotte is, így neki a vízbe kell ugrania... |              |  |      |  |  |  |  |  |  |  |  |
| |              |  |      |  |  |  |  |  |  |  |  |
| Reckless |              |  | 2.23 |  |  |  |  |  |  |  |  |
| Nincs kegyelem |              |  | 2.23 |  |  |  |  |  |  |  |  |
| Charlotte nem örül, hogy a lányok segíteni akarnak neki. Úgy gondolja, hogy ő az egyetlen „igazi” sellő. Lewis közben tönkreteszi Nate jet-skijét, és Nate meg akarja téríttetni a kárt. Az állatkertben Ronnie, a delfin játszani akar Charlotte-tal, de Charlotte az erejével akarja őt távol tartani. Szerencsére Cleo épp időben érkezik, hogy leállítsa. Charlotte úgy dönt, bosszút áll mindazokon, akik rosszak voltak Lewishoz. Natet el akarja intézni a varázserejével, de a lányok leállítják. |              |  |      |  |  |  |  |  |  |  |  |
| |              |  |      |  |  |  |  |  |  |  |  |
| Three's Company |              |  | 2.24 |  |  |  |  |  |  |  |  |
| Három még társaság, négy már tömeg |              |  | 2.24 |  |  |  |  |  |  |  |  |
| Közeleg Lewis 17. szülinapja, Charlotte pedig egy szülinapi partit szervez neki. Emma és Cleo ott van, de Rikki nem, mert összeveszett Charlotte-tal. Lewis örül, de nem érzi jól magát, mert a buli olyan, mint egy ünnepség. Charlotte a varázserejével bezárja a lányokat. Rikki segít a lányoknak. Hogy megleckéztessék Charlotte-ot, egy hajón szerveznek egy igazi bulit. Charlotte nagyot néz, amikor mindenki elmegy a hajóra... |              |  |      |  |  |  |  |  |  |  |  |
| |              |  |      |  |  |  |  |  |  |  |  |
| Sea Change |              |  | 2.25 |  |  |  |  |  |  |  |  |
| Veszélyes vízeken |              |  | 2.25 |  |  |  |  |  |  |  |  |
| Charlotte közli Lewissal, hogy többet nem beszélhet Emmával, Rikkivel, és főleg nem Cleoval. Cleonak meg kell csinálnia a mosogatást, de nem teheti, mert sellővé válik. Inkább elszökik otthonról. A parkban találkozik Charlotte-tal. Harcra kerül sor kettejük között, de Charlotte túl erős: legyőzi Cleot, és ellopja a medálját, azzal az okkal, hogy a medál a nagymamájáé volt, így most az övé. Charlotte azt hazudja Lewisnak, hogy Cleo magától adta neki a medált. Cleo is ott van a kávézóban, és látja ahogy Lewis felteszi Charlottenak a medált, és megcsókolják egymást. Cleo elmenekül most, hogy mindenét elvesztette...                 |              |  |      |  |  |  |  |  |  |  |  |
| |              |  |      |  |  |  |  |  |  |  |  |
| Unfathomable |              |  | 2.26 |  |  |  |  |  |  |  |  |
| Sellők harca |              |  | 2.26 |  |  |  |  |  |  |  |  |
| Telihold lesz, és a lányok szólnak Charlotte-nak, hogy ne nézzen a Holdba. Charlotte nem hisz nekik, és jól elintézi őket. Max közli Lewissal, hogy ma este különleges telihold lesz. A bolygók úgy fognak állni, hogy a lányok feladhatják az erejüket örökre. Felkel a Hold, Charlotte pedig a Hold hatása alá kerül, és megtámadja Emmáék házát, ahol a lányok is vannak. Lewis leállítja a lányt, és a Mako-szigetre viszi. Cleo aggódik Lewis miatt, és a szigetre megy. Lewis elmondja neki, hogy ma este fel lehet adni a sellőlétet... |              |  |      |  |  |  |  |  |  |  |  |
| |              |  |      |  |  |  |  |  |  |  |  |
| |              |  |      |  |  |  |  |  |  |  |  |

## Harmadik évad: 2009–2010
| |              |  |      |  |  |  |  |  |  |  |  |
| Cím | Első vetítés |  | #    |  |  |  |  |  |  |  |  |
| |              |  |      |  |  |  |  |  |  |  |  |
| The Awakening |              |  | 3.01 |  |  |  |  |  |  |  |  |
| Az ébredés |              |  | 3.01 |  |  |  |  |  |  |  |  |
| Rikki és Cleo szembenéznek legutolsó gimnáziumi tanévükkel, bár már Emma nélkül, aki a családjával elhagyták a várost, és kiköltöztek a tengerentúlra. Zane azzal lepi meg Rikkit, hogy társuljon hozzá, mint tulaj, egy igényes kávézóban. Eközben Lewis kicsit visszafogott Cleoval szemben. Bella csatlakozik Nate új bandájába, akik a Rikki's-ben fognak fel lépni. A szünetben a kávézó előtt valami elragadja Rikkit és lehúzza őt a víz alá. |              |  |      |  |  |  |  |  |  |  |  |
| |              |  |      |  |  |  |  |  |  |  |  |
| Jungle Hunt |              |  | 3.02 |  |  |  |  |  |  |  |  |
| Felderítő úton |              |  | 3.02 |  |  |  |  |  |  |  |  |
| Az első iskolai napon a lányok meglepődve látták, hogy Will is ugyan abba az iskolába jár. Will nagyon izgatott, hogy Rikki közelébe kerülhessen, hogy segítsen neki vissza menni a Mako-szigetre, hogy megerősítést találjon a korábban látottakkal kapcsolatban. Bella fülig szerelmes lesz a fiúba, és inkább ő, önként vállalja el, hogy vele menjen el a szigethez - bár igazából Bella ezzel távol akarja tartani a szigettől Will-t. Ezt az alkalmat megragadva, Cleo és Lewis saját kutatásokat végeznek a barlangban. Rikki is érintett abban, hogy Bellának nem sikerül minden megfelelően, ezért követi őt és Willt a szigetre, ahol Bella véletlenül bele esik a patakba, de Rikki segít rajta. Willnek nagyon gyanús, hogy Rikkit is a szigeten találta, és hogy véletlenül Bella felfedezi a Hold Medence bejáratát ahol Cleoval és Lewisszal találkoznak. A lányok ezzel a lehetőséggel élve, kifaggatják Willt, hogy mit látott a barlangban a múltkori teliholdas éjszakán. A lányok rájönnek, hogy milyen közel is állnak ahhoz, hogy megtudjanak valami fontos dolgot. Ebben segítenek Will visszaemlékezései is arról az éjszakáról, mikor a víz megtámadta őt. Miután Will lelépett a barlangból, a lányok és Lewis bizonyítékot találtak arra, hogy a Holdfényes Medence megváltozott, és új varázserővel rendelkezik. |              |  |      |  |  |  |  |  |  |  |  |
| |              |  |      |  |  |  |  |  |  |  |  |
| Keep Your Enemies Close |              |  | 3.03 |  |  |  |  |  |  |  |  |
| Vízvonalban |              |  | 3.03 |  |  |  |  |  |  |  |  |
| Cleo egy új állást szeretne az állatkertben, ahol a delfineknél szeretne segédedzőként dolgozni. Bella támogatja őt, Rikki azonban óvatos. Nate eközben az új szerelmes dalát adja elő a Rikki's-ben, azonban Rikki kirúgja őt, mivel nem akarja, hogy Nate dalaival és borzalmas ének tudásával elüldözze a vendégeket. Bella és Rikki ennek következtében megegyezésre jutnak: maradhat a banda a kávézóban addig, amíg Bella az énekes... |              |  |      |  |  |  |  |  |  |  |  |
| |              |  |      |  |  |  |  |  |  |  |  |
| Valentine's Day |              |  | 3.04 |  |  |  |  |  |  |  |  |
| Valentin Nap |              |  | 3.04 |  |  |  |  |  |  |  |  |
| Valentin-nap van, de a lányok életében ez most egy olyan forduló pont, amikor nincs idejük a felhőtlen romantikára. Rikki idejét teljesen lefoglalja a Rikki's ezért a Zane-nel való kapcsolata sem javul. Cleo kénytelen elhalasztani a romantikus randit, amit Lewis szervezett neki, hiszen segítenie kell hogy Kim rádöbbenjen mi is az az igazi szerelem. Miközben Bella egyre jobban belemélyül a Will-lel való kapcsolatába és próbálja a fiú tudtára adni, hogy valójában mit is érez iránta... |              |  |      |  |  |  |  |  |  |  |  |
| |              |  |      |  |  |  |  |  |  |  |  |
| Big Ideas |              |  | 3.05 |  |  |  |  |  |  |  |  |
| Nagy ötletek |              |  | 3.05 |  |  |  |  |  |  |  |  |
| Zane vezetői stílusa miatt a kávézó eladósodik és Rikkit nem nyűgözik le a fiú verseny-motor üzletre vonatkozó legújabb tervei. Ennek ellenére Zane összehoz egy motorversenyt, hiszen tudja hogy a városban ő a legjobb és, hogy a verseny pénzéből gyarapítsa a Rikki's tőkéjét. Bella segít Willnek a felkészülésben, hogy esélyesen induljon a versenyen és legyőzze Zane-t. Eközben a Mako-Szigeten Cleo és Lewis, a Hold medencében újonnan kialakult vízesést vizsgálja, amikor is meglepő felfedezést tesznek... |              |  |      |  |  |  |  |  |  |  |  |
| |              |  |      |  |  |  |  |  |  |  |  |
| Secrets & Lies |              |  | 3.06 |  |  |  |  |  |  |  |  |
| Titkok és hazugságok |              |  | 3.06 |  |  |  |  |  |  |  |  |
| Bella megpróbál elindítani egy kapcsolatot Will-lel, de látja, hogy neki látszólag egy másik lány tetszik. Lewis teszteli a varázslatos Holdfényes Medencében talált vizet az iskolában, azonban ez felkelti a tudományos tanáruk figyelmét is... |              |  |      |  |  |  |  |  |  |  |  |
| |              |  |      |  |  |  |  |  |  |  |  |
| Happy Families |              |  | 3.07 |  |  |  |  |  |  |  |  |
| Családi béke |              |  | 3.07 |  |  |  |  |  |  |  |  |
| Egy problematikus családi piknik a strandon arra készteti Dont, hogy befejezze a kapcsolatát Samanthával, azonban Cleo arra biztatja őt, hogy ne adja fel ilyen könnyen. Sophie, Will nővére Bellával versenyez egy munkáért a kávézóban, ezért Sophie mindent megtesz azért, hogy ne Bella kapja meg az állást... |              |  |      |  |  |  |  |  |  |  |  |
| |              |  |      |  |  |  |  |  |  |  |  |
| Kidnapped |              |  | 3.08 |  |  |  |  |  |  |  |  |
| Emberrablás |              |  | 3.08 |  |  |  |  |  |  |  |  |
| Rikki és Bella Cleoéknál vannak, hogy meg tudják védeni magukat egy újabb telihold általi víztámadástól. Bellát azonban elrabolja az új erő és a Mako-szigetre viszi, ahol a lány különös módon kezd viselkedni. Lewis eközben megpróbálja távol tartani Willt a szigettől, hogy a lányok meg tudják menteni Bellát... |              |  |      |  |  |  |  |  |  |  |  |
| |              |  |      |  |  |  |  |  |  |  |  |
| The Sorcerer's Apprentice |              |  | 3.09 |  |  |  |  |  |  |  |  |
| Hétvégi golfozás |              |  | 3.09 |  |  |  |  |  |  |  |  |
| Cleo nem hallgat Lewisra és megtart egy kis vizet az új vízesésből, hogy tanulmányozza. Azonban, amikor Cleo megmutatja Rikkinek a vizet, a lány az erejét használja és el párologtatja a vizet, ami azonban véletlenül bele kerül Cleo akváriumába, ahol Hektor nevű hala beleragad egy vízbuborékba. A lányoknak rá kell jönniük, hogyan is mentsék meg a halat, miközben Lewis Donnal együtt golfozni van. |              |  |      |  |  |  |  |  |  |  |  |
| |              |  |      |  |  |  |  |  |  |  |  |
| Revaled |              |  | 3.10 |  |  |  |  |  |  |  |  |
| Titkok és hazugságok |              |  | 3.10 |  |  |  |  |  |  |  |  |
| Bellát figyelmeztetik a lányok, hogy egy kicsit fogja vissza magát Willtől, mert már nagyon közel van a lányok sellőtitkának a felfedezéséhez. Azonban úgy látszik, hogy mégis túl közel jutott a titok felfedezéséhez és ezért a lány végül felfedi, hogy ő sellő... |              |  |      |  |  |  |  |  |  |  |  |
| |              |  |      |  |  |  |  |  |  |  |  |
| Just a Girl at Heart |              |  | 3.11 |  |  |  |  |  |  |  |  |
| Sellőszerelem |              |  | 3.11 |  |  |  |  |  |  |  |  |
| Sophie unszolására Will egyre többet és keményebben edz, hogy ő legyen a legjobb, azonban ez Bellának egyáltalán nem tetszik. Eközben a Rikki"s-ben, Rikki és Cleo a kávézó első nagyobb rendezvényére készül, ami mint később kiderül egy gyerekzsúr. |              |  |      |  |  |  |  |  |  |  |  |
| |              |  |      |  |  |  |  |  |  |  |  |
| Crime & Punishment |              |  | 3.12 |  |  |  |  |  |  |  |  |
| Bűn és bűnhődés |              |  | 3.12 |  |  |  |  |  |  |  |  |
| Cleo, Bella, Lewis és Zane meglepetés bulit szerveznek a barlangban, hiszen elérkezett Rikki születésnapja. A lány sejti, hogy a barátai sántikálnak valamiben, azonban nem ér rá ezzel foglalkozni, hiszen a kávézóban hamis pénzt talál. Hogy utána járjon a dolognak egy hajóra megy, ahol a pénz hamisítók elfogják őt. |              |  |      |  |  |  |  |  |  |  |  |
| |              |  |      |  |  |  |  |  |  |  |  |
| To Have & To Hold Back |              |  | 3.13 |  |  |  |  |  |  |  |  |
| Kalandos esküvő |              |  | 3.13 |  |  |  |  |  |  |  |  |
| Don és Sam előrébb hozzák az esküvőjüket, miközben Lewis egy életre szóló lehetőséget kap arra, hogy az Államokban folytassa a tanulmányait. Amíg Cleo azon szomorkodik, hogy elmegy a barátja, addig a többiek az esküvő szervezésével vannak elfoglalva, de Kim azon mesterkedik, hogyan is tegye tönkre ezt a meghitt eseményt. |              |  |      |  |  |  |  |  |  |  |  |
| |              |  |      |  |  |  |  |  |  |  |  |
| Mermaid Magic |              |  | 3.14 |  |  |  |  |  |  |  |  |
| Sellővarázslat |              |  | 3.14 |  |  |  |  |  |  |  |  |
| Zane meghallja, hogy Sophie arról beszél, hogy nincs aki szponzorálja Will-t. Ennek hallatán Zane felajánlja, hogy majd ő szponzorálja a fiút, de egy beszólás miatt Will kis híján az életét veszti. A lányok pedig egy egyedülálló kristályt fedeznek fel egy Mako szigeti szikla belsejében. |              |  |      |  |  |  |  |  |  |  |  |
| |              |  |      |  |  |  |  |  |  |  |  |
| Power Play |              |  | 3.15 |  |  |  |  |  |  |  |  |
| Hatalmi harcok |              |  | 3.15 |  |  |  |  |  |  |  |  |
| Kim teljesen ki van borulva attól, hogy újdonsült mostohaanyja Sam beköltözik a Sertori házba és hozza az összes holmiját. Sophie ellopja Bella ötletét és sajátjaként mutatja be a kávézóban, hogy így nagyobb népszerűségre tegyen szert. |              |  |      |  |  |  |  |  |  |  |  |
| |              |  |      |  |  |  |  |  |  |  |  |
| The Dark Side |              |  | 3.16 |  |  |  |  |  |  |  |  |
| A sötét oldal |              |  | 3.16 |  |  |  |  |  |  |  |  |
| Ismét telihold van és a lányok a kávézóban akarják átvészelni ezt az időszakot, de Zane és a haverjai keresztbe tesznek nekik. Rikki teljesen elszánt és a Mako szigetre megy, hogy egyedül szálljon szembe a vízi szörnnyel. |              |  |      |  |  |  |  |  |  |  |  |
| |              |  |      |  |  |  |  |  |  |  |  |
| A Magnetic Attraction |              |  | 3.17 |  |  |  |  |  |  |  |  |
| Mágneses vonzerő |              |  | 3.17 |  |  |  |  |  |  |  |  |
| A Sertori család megismerkedik Ryan-nel, aki Sam-mel együtt dolgozik a Nemzeti Parknak. A fiú érdeklődését nagyon felkelti a Cleo által mutatott szikla, ami a Mako szigetről származik. Cleo abban reménykedik, hogy a fiú segíthet nekik rájönni, hogy mitől is van mágneses vonzása a sziklának, azonban ezt Rikki egyáltalán nem tartja jó ötletnek. |              |  |      |  |  |  |  |  |  |  |  |
| |              |  |      |  |  |  |  |  |  |  |  |
| Into the Light |              |  | 3.18 |  |  |  |  |  |  |  |  |
| Egyenesen a fénybe |              |  | 3.18 |  |  |  |  |  |  |  |  |
| Rikki attól fél, hogy ha Ryan tovább kutatott a Mako szigeten akkor felfedezheti a lányok titkát. |              |  |      |  |  |  |  |  |  |  |  |
| |              |  |      |  |  |  |  |  |  |  |  |
| Breakaway |              |  | 3.19 |  |  |  |  |  |  |  |  |
| Kitörés |              |  | 3.19 |  |  |  |  |  |  |  |  |
| Will elindul élete legnagyobb versenyén, amin győzedelmeskedik is, azonban a győzelem hatására Sophie megcsókolja Zane-t, aminek Rikki és a többi lány is a szemtanúja lesz. |              |  |      |  |  |  |  |  |  |  |  |
| |              |  |      |  |  |  |  |  |  |  |  |
| Queen for a Day |              |  | 3.20 |  |  |  |  |  |  |  |  |
| Királynő egy napra |              |  | 3.20 |  |  |  |  |  |  |  |  |
| Bella allergiás. Nem tudja, hogy mire, de amint tüsszent véletlenszerűen beindítja a varázserejét. Sophie pedig ismét megragadja az alkalmat és most, hogy ő lett a Rikki's új üzletvezetője nagyobb átalakításokat végez a kávézóban. |              |  |      |  |  |  |  |  |  |  |  |
| |              |  |      |  |  |  |  |  |  |  |  |
| The Jewel Thief |              |  | 3.21 |  |  |  |  |  |  |  |  |
| Az ékszertolvaj |              |  | 3.21 |  |  |  |  |  |  |  |  |
| A lányok a vizsgáikra készülnek, Don pedig a családjával akarja megnézni a legújabb focimeccset. A lányok tanulás közben felfedezik, hogy az újonnan szerzett kristályok nagy energiát rejtenek magukban, melynek hatására a lányok transzba esnek. |              |  |      |  |  |  |  |  |  |  |  |
| |              |  |      |  |  |  |  |  |  |  |  |
| Mako Masters |              |  | 3.22 |  |  |  |  |  |  |  |  |
| A sziget mesterei |              |  | 3.22 |  |  |  |  |  |  |  |  |
| Elérkezett a nagy nap és a lányok ma levizsgáznak. Azonban ez sem mehet zökkenőmentesen, hiszen a telihold épp a vizsga közben fog megjelenni. A telihold felemelkedett és a teremben furcsa dolgok kezdenek történni, amikor is a vízkiadóból egyszer csak előbukkan a vízi szörny és a csápjával a lányokat keresgéli. A lányok ezek után a szigetre mennek, ahol a vízi szörny üzenetet közöl velük. |              |  |      |  |  |  |  |  |  |  |  |
| |              |  |      |  |  |  |  |  |  |  |  |
| Beach Party |              |  | 3.23 |  |  |  |  |  |  |  |  |
| Tengerparti buli |              |  | 3.23 |  |  |  |  |  |  |  |  |
| Most hogy hamarosan vége a sulinak, mindenki az éves Tengerparti bulira készül. Bella Will-t, Will pedig Bellát akarja elhívni, azonban egy félreértés következtében a lány azt hiszi, hogy Will Rikki-t hívta el. Eközben Cleo egy teleszkópot kap valakitől. |              |  |      |  |  |  |  |  |  |  |  |
| |              |  |      |  |  |  |  |  |  |  |  |
| Too Close for Comfort |              |  | 3.24 |  |  |  |  |  |  |  |  |
| Kalózok és delfinek |              |  | 3.24 |  |  |  |  |  |  |  |  |
| Kim szeretné, ha idén a családja nyaralni menne, de nincs rá elég pénzük. Ennek hatására Don másodállást kap az Állatkertben, ahol Don Kapitányként debütál a közönség előtt. Azonban a siker hatására, Cleo delfin bemutatója veszélybe kerül. |              |  |      |  |  |  |  |  |  |  |  |
| |              |  |      |  |  |  |  |  |  |  |  |
| A Date With Destiny |              |  | 3.25 |  |  |  |  |  |  |  |  |
| Randevú a végzettel |              |  | 3.25 |  |  |  |  |  |  |  |  |
| A Rikki's a csőd szélén áll, ezért Ryan és Sophie azon mesterkednek, hogy Zane segítségével a Holdfényes Medencében található kristályokból meggazdagodjanak. Miközben Cleo, Rikki és Bella megtudják, hogy egy üstökös halad a Föld felé, amit ha nem állítanak meg, akkor a Föld és minden más is megsemmisül. |              |  |      |  |  |  |  |  |  |  |  |
| |              |  |      |  |  |  |  |  |  |  |  |
| Graduation |              |  | 3.26 |  |  |  |  |  |  |  |  |
| Az évzáró ünnepély |              |  | 3.26 |  |  |  |  |  |  |  |  |
| Az utolsó epizódban az üstökös egyre közelebb kerül a Földhöz. A lányok teljesen tanácstalanok és nem tudják hogyan is állítsák meg azt. Ryan és Sophie berobbantják a barlangot, aminek hatására semmi nem történik teliholdkor és az összes varázslat eltűnik. Elérkezett az idő, hogy a lányok az erejüket használván megállítsák az üstököst és ezzel beteljesítsék a végzetüket, bármi is legyen annak a végkimenetele... |              |  |      |  |  |  |  |  |  |  |  |
| |              |  |      |  |  |  |  |  |  |  |  |
| |              |  |      |  |  |  |  |  |  |  |  |